# Hyptis mutabilis
Hyptis mutabilis är en kransblommig växtart som först beskrevs av Louis Claude Marie Richard, och fick sitt nu gällande namn av John Isaac Briquet. Hyptis mutabilis ingår i släktet Hyptis och familjen kransblommiga växter. Inga underarter finns listade i Catalogue of Life.